# レベル・ガール
「レベル・ガール」（Rebel Girl）は、ビキニ・キルが1993年に発表した楽曲。1990年代のライオット・ガール・ムーブメントを象徴する曲であり、ローリング・ストーンの選ぶオールタイム・グレイテスト・ソング500（2021年版）では296位にランクされた。

## 概要
ビキニ・キルのメンバー4人全員が作詞作曲者としてクレジットされており、詞はキャスリーン・ハンナによって書かれた。ハンナはフェミニスト・アーティストのジュリアナ・ルッキングに触発されて本作を書いたといわれている。1991年にはすでにコンサートで演奏されていた。
本作はライオット・ガール・ムーブメントを象徴する曲であり、広い意味において、フェミニストの連帯への頌歌と見なされている。ハンナ自身は「この曲は友人を愛し、守ること、そして友情とセクシャリティの混同について歌っている」と述べている。
1993年にビキニ・キルはライオット・ガール・バンドのハギー・ベアとともにスプリットアルバム『Yeah Yeah Yeah Yeah』を発表した。A面にビキニ・キルの曲が、B面にハギー・ベアの曲が収録され、本作はこのとき初めてレコード化された。
同年9月、ビキニ・キルはA面に「New Radio」と「レベル・ガール」、B面に「Demirep」が収録された7インチ・シングルを発表した。グループの熱狂的なファンだったジョーン・ジェットがプロデューサーを務め、ギターとバッキング・ボーカルも担当した。このシングル・バージョンが一般的にはもっともよく知られている。1998年に発売されたコンピレーションアルバム『The Singles』に収録された。
同年10月26日、ビキニ・キルの公式のデビューアルバム『プッシー・ホイップド』が発売された。本作も収録されているが、録音は1992年に行われている。
第二派フェミニズムの運動に関わった女性たちを描いたドキュメンタリー映画『She's Beautiful When She's Angry』（2014年）に使用された。また、Netflixのテレビドラマ『オレンジ・イズ・ニュー・ブラック』のなかで、ケイト・マルグルー扮する人物のテーマソングとして使用された。
2021年公開の映画『モキシー 〜私たちのムーブメント〜』にパーティーのバンド役として出演したリンダ・リンダズが本作を披露した。